# István Hahn
István Hahn (geb. am 28. März 1913 in Budapest; gest. am 26. Juli 1984 ebenda) war ein ungarischer Althistoriker und Mitglied der Ungarischen Akademie der Wissenschaften.

## Leben
Hahn schloss 1935 sein Studium für das Lehramt für den Sekundarbereich in Latein, Griechisch und Geschichte an der Eötvös-Loránd-Universität in Budapest erfolgreich ab und promovierte. Sein Dissertationsthema war „Die Erschaffung der Welt in den islamischen Legenden“. 1937 bestand er seine Prüfung zum Rabbiner am Rabbinerseminar in Budapest. Von 1937 bis 1942 arbeitete er als Lehrer am Bildungsinstitut der israelitischen Gemeinde Pest. 1941 wurde er Lehrer am Rabbinerseminar und unterrichtete dort jüdische Philosophie. In dieser Zeit forschte und publizierte Hahn zur Beziehung zwischen den Religionen der Antike, insbesondere zwischen Judentum und griechischer und römischer Antike.
1948 berief man Hahn zum Rektor des Ignác-Goldziher-Gymnasiums im Budapester Stadtteil Józsefváros. Von 1949 bis 1951 war er stellvertretender Rektor des Fazekas-Gimnáziums. Ab 1951 war er kurz Lehrer an der Berufsschule Zalka Máté, bevor er 1952 stellvertretender Rektor des Lehrerseminars in Budapest wurde, das heute Teil der Westungarischen Universität ist. Von 1955 bis 1957 war er dort Leiter der Abteilung für Geschichte. 1953 schloss er erfolgreich ein Russisch-Studium an seiner alten Alma Mater ab.
1957 wurde Hahn wissenschaftlicher Mitarbeiter am Fachbereich für griechisch-römische Geschichte der Eötvös-Loránd-Universität, 1959 wurde er Privatdozent und 1963 ordentlicher Professor. 1983 wurde er emeritiert. Gleichzeitig leitete er von 1959 bis 1962 die Fakultät für Geschichtswissenschaften der Universität der Wissenschaften Szeged. Er lehrte Geschichte des alten Orients, des antiken Griechenlands und des römischen Reiches. Hahn beschäftigte sich intensiv mit der Geschichte der Religionen, mit antiker Stadtkultur und der Polis, Militärwissenschaft, der mykenischen Kultur und der Demokratie Athens. Intensiv befasste er sich auch mit griechischer und römischer Mythologie. Um das Wesen der antiken Reiche besser zu verstehen, untersuchte er die Schriften antiker Geschichtsschreiber wie Herodot, Thukydides oder Appian.
1979 wurde er korrespondierendes Mitglied der Ungarischen Akademie der Wissenschaften und 1982 Vollmitglied.
Die Urne mit den sterblichen Überresten Hahns wurde auf dem Friedhof Farkasréti beigesetzt.

## Werke
- A világteremtés az iszlám legendáiban. Budapest 1935.
- mit Adolf Fisch: A felavatott ifjú könyve. Budapest 1938.
- Zsidó ünnepek és népszokások. Budapest 1940.
- A fény ünnepe (Chanukka). Budapest 1941.
- A zsidó nép története a babiloni fogságtól napjainkig. Budapest 1947.
- Történelem. A középiskolai általános továbbképzés és oktatókáderképzés tananyaga. Ősközösség, ókor, korai középkor. Budapest 1953.
- Az időszámítás története. Budapest 1960.
- Az ókor története. Budapest 1967.
- Istenek és népek. Budapest 1968. Deutsch: Götter und Völker. Corvina-Verlag, Budapest 1977, ISBN 963-13-0068-4.
- mit Máté Györggyel: Karthago. Budapest 1972.
- Világtörténet képekben. Budapest 1972.
- Róma istenei. Budapest 1975.
- mit László Kákosy: Oikumené Studia ad historiam antiquam classicam et orientalem spectantia. 4 Bände, Budapest 1976, 1978, 1982, 1983.
- Hitvilág és történelem. Tanulmányok az ókori vallások köréből. Budapest 1982.
- Pál Engel, Péter Hanák, Géza Komoróczy: Világtörténet évszámokban 1789-ig / összeáll. Budapest 1982, ISBN 963-281-054-6.
- Naptári rendszerek és az időszámítás. Budapest 1983. Deutsch: Sonnentage – Mondjahre: über Kalendersysteme und Zeitrechnung. Akzent-Reihe Band 83. Urania-Verlag, Leipzig/Jena/Berlin 1989, ISBN 3-332-00267-8.
- Álomfejtés és társadalmi valóság. Artemidorus Daldianus mint társadalomtörténeti forrás. Budapest 1985. Deutsch: Traumdeutung und gesellschaftliche Wirklichkeit: Artemidorus Daldianus als sozialgeschichtliche Quelle. Universitätsverlag Konstanz 1992, ISBN 3-87940-395-3.
- A próféták forradalma. Budapest 1998, ISBN  963-85697-8-6.
- Keresztények, zsidók az ókori Rómában. História, Budapest 2004.

## Auszeichnungen und Ehrungen
- 1970: Preis der Akademie
- 1974: Apáczai-Csere-János-Preis
- Seit 2008 vergibt der Fachbereich für antike Geschichte der Eötvös-Loránd-Universität die István-Hahn-Dozentur.
- Im Jahr 2013 veranstaltete die Stiftung „Non Omnis Moriar“ eine zweitägige Konferenz zu Ehren des 100. Geburtstags von Hahn.[4]